# Hichkas
 (mars 2019).
Soroush Lashkary (en persan: سروش لشکری), né le 10 mai 1985 à Téhéran, plus connu sous le nom de Hichkas (en persan: هیچکس, signifiant « personne ») est un artiste de rap iranien. 

## Biographie
Bien qu'étant un des artistes hip hop les plus populaires dans son pays, il n'a jamais eu l'autorisation d'enregistrer sa musique. Cependant, il a collaboré à plusieurs albums (BOF « Les Chats Persans » ; The Tour Of Duty - EP ; Long Live Palestine Parts 1 & 2 - EP) et, sorti le 1er octobre 2006, un album disponible sur les plateformes de téléchargement légal : Ashpalt Jungle (« Jangale Asfalt »).
Il apparaît dans le film Les Chats persans (2009). En 2010, il écrit la chanson « A good day will come » (Ye Rooze Khoob Miad), où il exprime son aspiration à davantage de liberté. Il quitte l'Iran la même année pour s'établir à Londres.
En décembre 2019, via les réseaux sociaux, il diffuse Dastasho mosht karde (« Il a serré les poings »), un morceau qui évoque les manifestations de novembre 2019 en Iran et la violence du gouvernement iranien. Le titre connaît un succès fulgurant.
En 2023, il écrit Inyekiam Vase (« This one is for »), dont le titre fait référence à la chanson de Shervin Hajipour, « Baraye... », qui signifie « pour... ».